# 千葉市青葉看護専門学校
千葉市青葉看護専門学校（ちばしあおばかんごせんもんがっこう）は、千葉県千葉市中央区一丁目にある医療系専門学校。千葉市立青葉病院に隣接している。

## 所在地
- 千葉県千葉市中央区青葉町1273-5

## 交通手段
- JR東日本 千葉駅 東口6番乗り場から
  - ちばシティバス「川戸都苑」行で約20分、「市立青葉病院」下車、徒歩で約1分

- JR東日本 千葉駅 東口7番乗り場から
  - 京成バス「南矢作」行で約20分、「市立青葉病院」下車、徒歩で約1分